# Elecciones en Japón

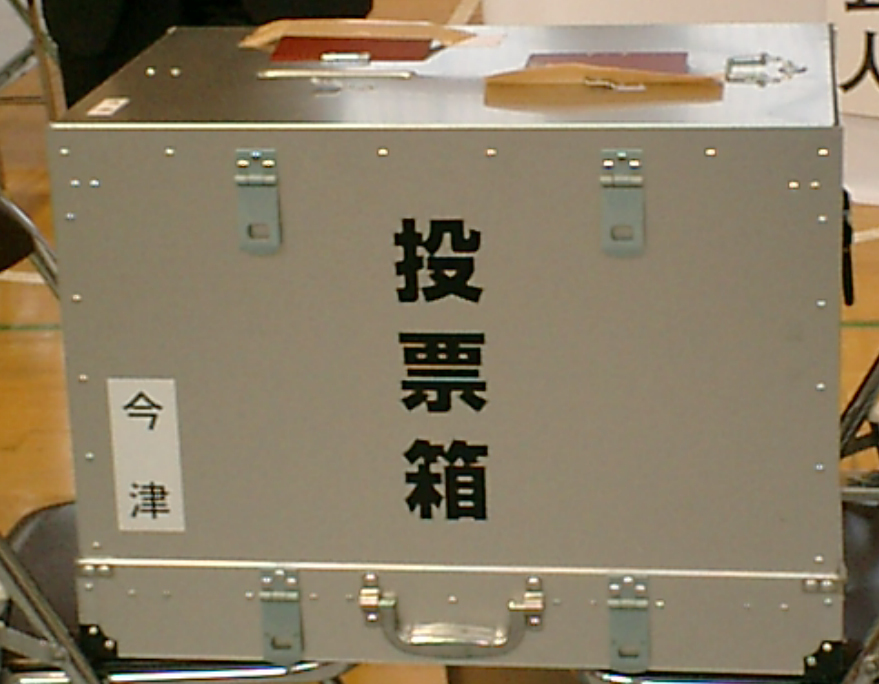
Urna de votación en Japón.

El sistema político de Japón posee tres tipos de elecciones:
- Elecciones generales a la Cámara de Representantes o Cámara Baja de la Dieta (realizados cada 4 años, a menos que  sea disuelta antes);
- Elecciones generales a la Cámara de Consejeros o Cámara Alta de la Dieta (realizados cada 3 años para elegir a la mitad de la Cámara); y
- Elecciones locales en las prefecturas, ciudades, pueblos y villas (asambleas, gobernaciones y alcaldías; realizados cada 4 años).

Este sistema electoral fue impuesto tras la promulgación de la Constitución Meiji del 11 de febrero de 1889. Inicialmente, el derecho al voto estuvo restringido a un segmento reducido de la población adulta masculina, pero se fue ampliando hasta haber implementado el sufragio universal luego de la Segunda Guerra Mundial. El sistema electoral actual está regido por la Ley Electoral para el Acceso a Cargos Públicos de abril de 1950.
Las elecciones son supervisadas por comités de elección en cada nivel administrativo bajo la dirección general del Comité de Administración Central de Elecciones. La edad mínima para votar en ambos sexos es de 20 años y deben cumplir con una residencia mínima de 3 meses en su circunscripción para poder tener derecho al voto. 
Para ocupar los cargos populares, los requisitos varían para cada cargo: los miembros de la Cámara de Representantes y de las asambleas prefecturales y locales (ciudades, pueblos y villas) deben ser mayores de 25 años; para los miembros de la Cámara de Consejeros y gobernadores de las prefecturas deben ser mayores de 30 años.
El primer ministro es el único dirigente político de Japón que no es elegido por sufragio universal, y en cambio es elegido por la Dieta.

## Elecciones nacionales
Desde 1955 hasta 1993 Japón fue un estado con un partido dominante teniendo como líder al Partido Liberal Democrático. Perdieron las elecciones frente a una coalición de pequeños partidos en 1993 y posteriormente retomaron el poder en 1996, manteniéndose hasta la actualidad. En la Dieta existen dos cámaras.

### Elecciones a la Cámara de Representantes
La Cámara de Representantes es la cámara baja y está compuesta por 465 miembros, elegidos por un periodo de cuatro años. 289 miembros son elegidos por las circunscripciones electorales con un solo escaño y 176 miembros bajo una representación proporcional en 11 circunscripciones regionales, que agrupan bloques de distritos. Cada región elige un número de congresistas según su población. Por ejemplo, la región de Hokkaido elige a 12 diputados por distritos uninominales y 8 por listas cerradas.
Bajo este sistema cada votante dispone de dos votos, uno por el candidato de la circunscripción local, y uno por un partido político, del cual cada partido posee una lista cerrada de candidatos por cada región-bloque de distritos. Ambas votaciones, al distrito y a la región, se realizan en las mismas elecciones para renovar los 480 asientos de la Cámara.
Las circunscripciones locales son decididos por escrutinio uninominal mayoritario, por consiguiente, el candidato con más votos consigue el escaño del distrito. Los escaños por bloque son divididos de manera proporcional a cada partido (mediante el sistema D'Hondt), asignando a los miembros de sus listas. A veces los partidos asignan los escaños por bloque a candidatos que no ganaron de manera individual.

### Elecciones a la Cámara de Consejeros
La Cámara de Consejeros es la cámara alta y se compone de 242 miembros (hasta 2001 se componía de 252 miembros y hasta 2004 se componía de 247 miembros), elegidos por un periodo de 6 años, 146 miembros en circunscripciones de múltiples escaños (prefecturas), y 96 por representación proporcional a nivel nacional.
Cada una de las 47 prefecturas (provincias) de Japón tiene asignado un número de consejeros (senadores) en función de su población, el cual siempre es par, con un mínimo de dos y un máximo de diez. Hay elecciones cada tres años, pero en cada una estas sólo se renuevan la mitad de los escaños de la cámara. Es decir, que un consejero es electo para seis años.
Los partidos pueden presentar a un máximo de dos candidatos (excepto en las prefecturas donde sólo se renueva un escaño). Los electores sólo votan a un candidato. No hay elección múltiple. Los candidatos más votados van ocupando los escaños hasta completarlos. Por ejemplo, Aichi elige 6 senadores. En las últimas elecciones, las de 2010, se renovaron los escaños numerados del 4 al 6 (los escaños del 1 al 3 de esta prefectura fueron votados en 2007 y se renovarán en 2013). Los candidatos más votados fueron los dos del PDJ y uno del PLD: estos tres consiguieron los escaños.
En total, las 47 prefecturas eligen a 146 consejeros (73 en cada elección). Como máximo puede haber cuatro senadores de un mismo partido representando a una prefectura (máximo de dos en cada elección).
La suma de todos los votos de cada partido cuenta para una gran circunscripción estatal de 96 senadores, que no representan a una prefectura sino a todo el país. Estos consiguen un número de senadores en proporción al total de votos que hayan conseguido a nivel nacional, repartidos con la fórmula del cociente Hare (distinta de la ley D'Hondt, favorece a las minorías frente a las mayorías). Como en cada elección se renueva a la mitad de los senadores, el total de votos elige a 48 de los 96 consejeros estatales.
Por tanto, en cada elección a la cámara alta se renuevan 121 (73 + 48) de los 242 escaños.

## Últimas elecciones
- Elección de la Cámara de Consejeros de Japón de 2022
- Elecciones generales de Japón de 2021